# Ignaz Liebel

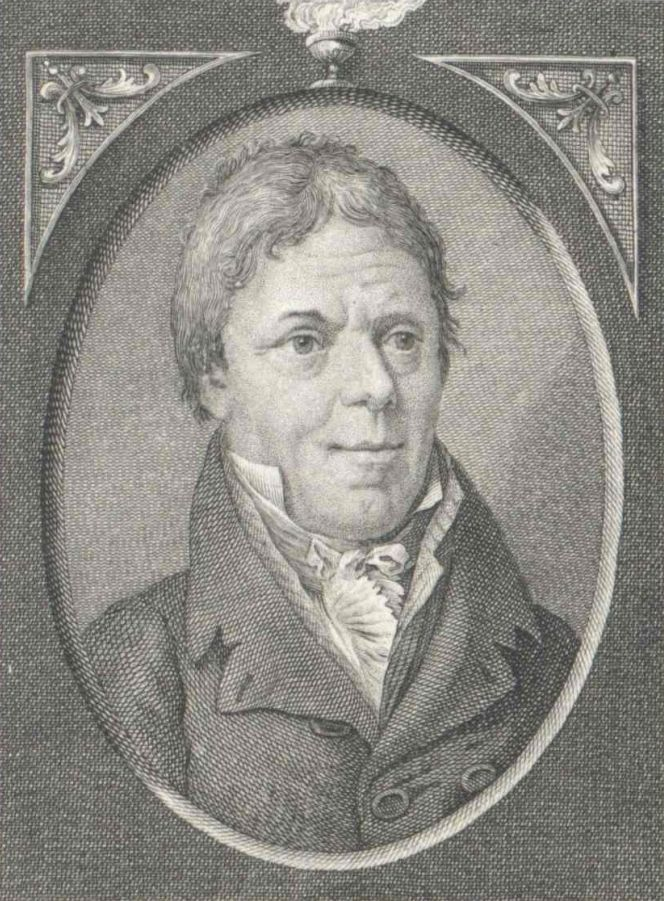
Ignatius Liebel 1814

Ignaz Liebel, auch Ignaz Liebl (* 22. Juni 1754 als Joannes Ignatius Liebl in Falkenau an der Eger, Böhmen; † 7. September 1820 in Wien) war ein österreichischer Philologe, Schriftsteller und Professor in Wien.

## Leben
Ignaz Liebel wurde als Sohn Johannes Maximilian Liebl (1725–1792), Bürger und Hufschmiedemeister in Falkenau und seiner Frau Maria Anna, geb. Kraus (1730–1772) geboren.
Seine Eltern förderten trotz begrenzter finanzieller Möglichkeiten seine höhere schulische Ausbildung. 1773 kam er nach Wien, wo er seine Studien abschloss und zunächst Lehrer wurde. 1784 erhielt er die Stelle eines Repetitors in der Theresianischen Ritterakademie und unterrichtete zugleich an der philosophischen Fakultät der Universität Wien Ästhetik und Philologie. 1790 wurde er daselbst zum provisorischen Professor und 1792 zum wirklichen Professor berufen. Ab 1807 (nach der Studienreform) lehrte er ausschließlich Ästhetik bis wenige Monate vor seinem Tod.
1808 wurde er Doktor der Philosophie und 1814 Dekan der philosophischen Fakultät.
Liebel galt als bedeutender Philologe, war jedoch als Ästhetiker umstritten, was er durch matte Polemik in der „Epistel über poetische Stümper und Stümpereien“ vortrug und sich in seinem gänzlichen Unverständnis gegen Grillparzers Drama Die Ahnfrau, das er mit Ablehnung und einem Kopfschütteln betrachtete, widerspiegelte.

## Publikationen
- Gedichte (zweite Auflage, Wien 1814, Pichler)
- Über Dichter und Dichtkunst unserer Zeit (Wien 1817, Bauer)
- Epistel über poetische Stümper und Stümpereien (Wien 1817, Kaulfuß)
- Wiener Musenalmanach (Wien 1802 und 1803, Heubner)
- Archilochi jambographorum principis reliquiae, quas accuratius collegit, adnotationibus virorum doctorum suisque animadversionibus illustravit etc. praemissa de vita et scriptis poetae commemoratione (zweite Auflage, Wien 1819)